# Stefan Printz-Påhlson
Stefan Peter Printz-Påhlson, född 13 maj 1950 i Malmö, är redaktör på Egmont Creative i Köpenhamn och bosatt i Limhamn.
Han är känd som skapare av Prinsessan Umpa ("Princess Oona" på engelska), som han hittade på tillsammans med sin hustru Unn Printz-Påhlson. Serien handlar om en fruktansvärt stark flicka från stenåldern som kommer till Ankeborg, och om hennes öden och äventyr där.
De första historierna om Prinsessan Umpa tecknades av chilenaren Victor Arriagada Rios, mera känd under artistnamnet Vicar. Senare har andra Disneytecknare som Wanda Gattino och Paco Rodrigues också gett sig i kast med den urstarka grottflickan, och det har nu producerats ett 20-tal historier om henne.
Stefan Printz-Påhlson skapade också rymdvarelsen Tachyon Svisch ("Tachy") på 1990-talet. Tachys främsta mål är att bli erkänd som universums största skurk genom att stjäla universums största förmögenhet, nämligen den som Joakim von Anka förvarar i sitt stora pengavalv.
Tillsammans med Egmontredaktören Lars Bergström skapade Stefan Printz-Påhlson också en serie album, Kalle Anka och Tidsmaskinen, i vilka Kalle Anka och Knatte, Fnatte och Tjatte åker runt i tid och rum i en tidsmaskin som Oppfinnar-Jocke konstruerat. Dessa serier tecknades av Vicar, italienaren Marco Rota samt spanjoren Tino Santanach Hernandez.
2005 skrev Unn och Stefan Printz-Påhlson historien "Stenåldersjubileet", som handlar om hur Prinsessan Umpa återvänder till stenåldern för första gången. Den publicerades i Skandinavien och Tyskland, i samband med Umpas 10-årsjubileum.